# Caroline Reboux
Caroline Reboux est une modiste française, née à Saint-Josse-ten-Noode (Bruxelles) le 25 février 1838 et morte à Paris le 11 janvier 1927. Travaillant pour la haute couture naissante en France, elle a fait du chapeau un accessoire indispensable de la mode féminine et l'a élevé au rang d'œuvre d'art.

## La «Reine des modistes»
Née en 1837 à Paris, elle est la fille d'un journaliste buhême et d'une aristocrate sans argent. Elle reçoit une bonne éducation et choisit de devenir modiste.
Rapidement, elle s'installe à son compte. Dès les années 1860, ses créations attirent l'attention de plusieurs personnalités aristocratiques particulièrement influentes, telles que Pauline von Metternich, ou la comtesse de Pourtalès, et même l'impératrice Eugénie. Après avoir débuté dans un appartement de deux petites pièces rue Louis-le-Grand, en 1865, elle ouvre un magasin à Paris, au 23 rue de la Paix, au coin de la place de l'Opéra, où elle travaille le reste de sa vie. Elle ouvre aussi d'autres boutiques à Paris et à Londres.
Ses créations mêlent la dentelle, le velours aux fleurs de tissu et aux fruits. Inventant des modèles uniques, comme les chapeaux Malborough ou les toquets Vigée-Lebrun, elle lance la vogue des voilettes de couleur.
Surnommée pendant plus de 50 ans « la reine des modistes », elle promeut aussi une coiffure souple, un peu révolutionnaire pour l'époque, le chapeau cloche, dans les années 1920. Créatrice des chapeaux des têtes couronnées, les produits de sa maison deviennent le signe de reconnaissance des femmes à la mode jusqu'aux années 1920 dont les actrices Greta Garbo, ou Marlène Dietrich.
À la fin de sa vie, Caroline Reboux entretient une amitié avec la créatrice de mode Madeleine Vionnet, dont le classicisme s'accorde parfaitement avec sa démarche. Elle meurt en 1927 à Paris, et est enterrée au cimetière de Passy (3e division). Après sa mort, la maison Reboux continue de fournir des articles de chapellerie aux clientes réputées et aux grands couturiers,. Arletty, durant la décennie suivante, devient une cliente de cette maison fondée par Caroline Reboux et qui ne ferme qu'en 1956.

## Clientes notoires
- Marlène Dietrich a compté parmi les fidèles clientes de la boutique Caroline Reboux[1]. Marlène y achetait de nombreuses coiffures, toques, chapeaux et bérets, aux couleurs et aux matériaux les plus divers. « Le 1er octobre 1937, Marlène [Dietrich] commande pour la maîtresse de son mari, parmi ses propres achats, une toque et un béret », rapporte le catalogue Quand Marlène s’habillait à Paris, de l'exposition Marlène Dietrich, naissance d'un mythe, qui s'est tenue au musée Galliera de la mode (Paris) en 2003. On voit encore de nos jours des coiffures signées Caroline Reboux, dans les vitrines consacrées à l'actrice au Filmmuseum de Berlin.
- Elsa Triolet était également une habituée du magasin de l'avenue Matignon, parfois accompagnée de Louis Aragon.
- Wallis Simpson-Warfield, future duchesse de Windsor, portait un ensemble en crêpe Mainbocher et un chapeau Caroline Reboux lors de son mariage avec l'ex-roi d'Angleterre Edouard VIII au château de Candé, à Monts, le 3 juin 1937.
- La comtesse Greffulhe, née Elisabeth de Caraman-Chimay (1860-1952), célèbre pour son élégance, inspiratrice de Marcel Proust.

## Cinéma et théâtre
En 1941, la maison Caroline Reboux réalise un haut-de-forme en soie noire pour Arletty. La comédienne apparaît coiffée de ce chapeau dans la dernière scène du film Madame Sans Gêne de Roger Richebé. Le chapeau est aujourd'hui conservé au Musée Galliera.
À l'instar de beaucoup de maisons de couture, la maison Caroline Reboux a également réalisé des chapeaux pour le théâtre, par exemple la coiffure de Madeleine Renaud dans Occupe-toi d'Amélie (1952).

## À savoir
- Beaucoup de créateurs et créatrices de mode se sont formés chez elle, notamment Lilly Daché, qui a ouvert ensuite une enseigne à New York.
- L'actrice Madeleine Sologne a été placée en apprentissage dans son magasin en 1928.
- Caroline Reboux a formé des modistes qui ont perpétué la tradition créative de la maison, notamment Lucienne Rabaté, entrée comme modiste en 1912 et qui prendra la direction de la maison en 1920 au départ de Caroline Reboux.
- Plus de 300 créations de Caroline Reboux sont conservés au  Palais Galliera, musée de la Mode de la ville de Paris et sont présentes par exemple dans la garde-robe d'Élisabeth de Riquet de Caraman-Chimay, ou comtesse Greffulhe, conservée dans ce musée[7], et présentée également à New-York au Fashion Institute of Technology dans la seconde partie des années 1910.
- Paul Reboux (pseudonyme d'André Amillet), écrivain célèbre pour ses pastiches littéraires, est son fils[8].